# Svingefluer
Svingefluer (Sepsidae) er en familie af fluer med omkring 250 arter over hele verden. Svingefluer kan ligne myrer. Hannerne signalerer til hunnerne ved at svinge med vingerne.

## Udseende
Svingefluer er 2-6 mm lange og ofte blanksorte eller brunlige. De har et næsten kuglerundt hoved. Bagkroppen er smal hvor den møder brystet, så de kan minde om myrer eller hvepse. Vingerne er ofte smalle. Hannerne har ofte mørke vingespidser og forben med børstehår og torne så de kan holde fast på hunnens vinger under parring.

## Levevis
Nogle svingefluer kan danne store sværme på planter. Larverne findes i og lever af dyregødning, kompost og ådsler, og kan findes i store mængder.

## Billeder
- Video som viser en han svinge med vingerne
- Sepsis punctum